# Largeot
Un largeot est un pantalon de travail créé par Adolphe Lafont en 1896. Il en existe six formes différentes : droit, hussard, demi-hussard, demi-ballon, ballon et grand ballon.
Ces noms font état de la coupe. La poche passepoilée de la cuisse abrite le mètre pliant, le crayon et la jauge. La patte de serrage arrière permet d'accrocher le marteau, tandis que la poche à gousset accueille une montre ou la craie à tracer ou même la gousse d'ail pour soulager les piqûres d'insectes.
Il est fréquemment porté par certains métiers tels que charpentier, couvreur, maçon, tailleur de pierre, sculpteur, menuisier, ébéniste, et par les Compagnons du Tour de France de la Fédération Compagnonnique des métiers du bâtiment ainsi que les Compagnons du Devoir.  
Les quatre couleurs correspondent aux métiers suivants : 
- Écru pour les tailleurs de pierre et sculpteurs
- Noir pour les charpentiers et couvreurs
- Marron pour les menuisiers ou ébénistes
- Bleu pour les charpentiers de marine

Ils existent en deux formes à tirants (mettre des bretelles) et à passants (ceinture) mais également en deux qualités de tissu, le velours et la moleskine.
L'expression la plus connue est « plus la culotte est large, plus l'homme est fort ».